# State of the World (bài hát)
"State of the World"  là một bài hát của ca sĩ người Mỹ Janet Jackson, nằm trong album phòng thu thứ tư của cô, Janet Jackson's Rhythm Nation 1814 (1989). Nó được sáng tác và sản xuất bởi bộ đôi Jimmy Jam & Terry Lewis, với sự tham gia hỗ trợ viết lời từ Jackson. Bài hát được phát hành như là đĩa đơn thứ tám và cũng là cuối cùng từ album vào ngày 06 tháng 2 năm 1991, bởi A&M Records.
"State of the World" nhận được những ý kiến trái chiều từ các nhà phê bình đương đại, trong đó một số người khen ngợi phần âm thanh của nó, trong khi số khác thấy nó không đủ sức thuyết phục. Do không được phát hành thương mại, nó không đủ điều kiện để lọt vào bảng xếp hạng Billboard Hot 100. Không có video âm nhạc nào cho "State of the World". Jackson chỉ biểu diễn "State of the World" trong chuyến lưu diễn  Rhythm Nation World Tour vào năm 1990.

## Xếp hạng
| Bảng xếp hạng (1991)             | Vị trí cao nhất |
| -------------------------------- | --------------- |
| Australian Singles Chart         | 94              |
| US Billboard Hot 100 Airplay     | 5               |
| US Billboard Hot Dance Club Play | 9               |

## Danh sách bài hát
| Đĩa CD tại Úc (3906322) 1. Bản LP – 4:49 2. State of the World Suite – 14:09 Đĩa 12" đôi quảng cáo tại Mỹ (75021 7523 1) 1. United Nations 12" – 7:47 2. United Nations Dub – 6:12 3. United Nations không lời – 4:46 4. Third World 7" – 4:24 5. Third World Dub – 3:05 6. Third World không lời – 4:42 7. State of the World Suite – 14:08 8. State of the House 12" – 4:57 9. Make a Change Dub – 4:40 10. World Dance Mix – 4:47 Đĩa CD quảng cáo tại Mỹ (75021 7514 2) 1. Bản chỉnh sửa – 4:19 2. United Nations 7" – 4:20 3. State of the House 7" – 4:32 4. Third World 7" – 4:26 5. Bản LP – 4:49 6. State of the House 12" – 4:58 7. United Nations 12" – 7:48 8. State of the World Suite – 14:09 | Đĩa 12" quảng cáo tại Canada (AMDJ022591) 1. Bản LP – 4:49 2. State of the House 12" – 4:59 3. Third World 7" – 4:26 4. World Dance Mix – 4:52 Đĩa CD maxi tại Nhật – The Remixes (PCCY-10191) 1. United Nations 7" – 4:20 2. State of the House 7" – 4:32 3. Third World 7" – 4:26 4. Bản LP – 4:49 5. State of the House 12" – 4:59 6. United Nations 12" – 7:50 7. United Nations Dub – 6:15 8. United Nations không lời – 4:49 9. Third World Dub – 3:08 10. Third World không lời – 4:47 11. Make a Change Dub – 4:45 12. World Dance Mix – 4:52 13. State of the World Suite – 14:09 |